# Glory of the Roman Empire
Glory of the Roman Empire (hr. Slava Rimskog Carstva), poznata i kao Imperium Civitas, prva je igra u seriji strateških računalnih igara bugarske tvrtke Haemimont Games na temu Rimskog Carstva. Kasniji su naslovi samo stilski, grafički i mehanički proširene verzije ove igre, što znači da je osnovna mehanika igre ostala ista.

## Mehanika igre
Igra stavlja igrača u ulogu guvernera jedne rimske provincije, koju on mora, pazeći na sve aspekte života u njoj, dovesti do slave, uspjeha i potpune slobode i ravnopravnosti. Igrač mora izgraditi funkcionalan grad sa sretnim građanima i stabilnim gospodarstvom.

### Gradnja grada
Gradnja grada je osnovni i glavni postupak u igri. Da bi gradio građevine, igrač mora osigurati potrebne materijale i radnu snagu, te ispuniti određene preduvjete gradnje (npr. grad mora imati 30 stanovnika kako bi se mogao izgraditi hram). Kada su svi uvjeti osigurani, dovljno je odabrati građevinu iz građevinskog menija, odabrati mjesto i okrenuti je prema putu (ili napraviti put oko nje). Gradski robovi će početi uzimati materijale i noi ti ih do gradilišta. Grad se sastoji od mnogo različitih građevina koje se razlikuju po ulozi:

Osnovne građevine su nužne u svakom gradu, i od njih ovisi postojanje i funkcionalnost grada, a to su:
- Gradska vijećnica dolazi na samom početku misije, nju igrač ne može izgraditi. Unjoj se nalaze gradski robovi i iz nje se upravlja cijelim gradom.
- Izvor je neophodna građevina, daje vodu građanima za piće i higijenu, a prefektima služi za gašenje požara u gradu. Izvor mora biti izgrađen u blizini vodotoka ili akvedukta.
- Kuća je građevina u kojoj živi obitelj vašeg građanina. Kuće se dijele u četiri klase, prema klasama građana: magalia (drvena koliba slamnatog krova), casa (kamena jednokatnica pokrivena crijepom), domus (dvokatnica od opeke) i villa (luksuzna mramorna dvokatnica pokrivena terakotom). Svaka kuća teba određenu sirovinu za održavanje: drvo, kamen, glinu ili mramor, kako u njoj ne bi izbio požar.
- Skladište služi za skladištenje sirovina i stanovanje robova, a gradi se na mjetima koja su previše udaljena od gradske vijećnice. Kada se jednom sirovina pospremi u skladište, može biti upotrijebljena u bilo kome skladištu u gradu. Početni broj robova u skladištu je 10 i igrač mora paziti na njihovu opterećenost koja može biti slobodna, dovoljna, teška ili pretjerana.
- Sklonište robova je građevina u kojoj žive robovi koji nisu mogli biti smješteni u skladište. Kada se robovi (najviše 10 njih) usele u sklonište, zapošljavaju se u ajbližem skladištu i tako smanjuju opterećenost robova koji već u njemu stanuju.

Građevine podrške su one koje grad i njegove građane podržavaju u svakodnevnom životu, a to su:
- Travareva trgovina u kojoj travari prodaju svoje biljne pripravke građanima i robovima oboljelim od kuge.
- Trgovinska ispostava je građevina u kojoj se obavljaju sve kupoprodaje između vašeg i drugih gradova carstva.
- Prefektura je građevina u kojoj se nalaze uvijek pripravni prefekti. To je ujedno i policijska i vatrogasna stanica, jer prefeki smiruju pobunjenike i gase požare u vašem gradu.
- Obrambeni toranj je visoki toranj od kamena i drveta u kojem su smještena po četiri vojnika uvijek spremna obraniti grad od napada divljih barbara.
- Barake su građevine u kojima se treniraju vješti vojnici vašeg grada.

 Građevine za proizvodnju hrane proizvode ukusnu hranu i vino za vaše građane, a to su:
- Farma pšenice proizvodi pšenicu i melje ju u brašno.
- Farma svinja uzgaja svinje i proizvodi meso.
- Vinograd uzgaja grožđe i proizvodi vino.
- Ribarnica se bavi izlovom i prodajom ribe.
- Mesarna je građevina u kojoj mesar od mesa pravi među građanima omiljene kobasice.
- Pekarnica je građevina u kojoj pekar od brašna pravi građanima neophodan kruh.

Građevine proizvodnje i izrade su građevine u kojima se proizvode svi neophodni građevinski, luksuzni i vojni resursi, a to su:
- Farma lana koja uzgaja lan i prerađuje ga u tkaninu neophodnu za izradu odjeće.
- Farma maslina koja uzgaja masline i prerađuje ga u vrijedno maslinovo ulje koje je skupa roba za prodaju, ali i neophodno je za održavanje gladijatorskih borbi.
- Krojačnica je građevina u kojoj vješte krojačice izrađuju lijepa odijela za vaše građane i vojnike.
- Rudnik/kamenolom je građevina koja iskopava rude (zlato i željezo) i građevinske materijale (mramor i kamen) koji su nužni za gradnju vašeg grada, trgovinu, te obuku vojske. Oni moraju biti postavljeni na nalazišta ruda koja su na mapi označena žutim točkicama.
- Drvosječina koliba u kojoj drvosječe sijeku drveće i obrađuju ga u drvenu građu, osnovni građevinski materijal.
- Ciglana u kojoj glinari kopaju glinu koja je važan građevinski materijal.
- Oružarnica u kojoj oružari od drveta izrađuju lukove i strijele za vaše strijelce.
- Kovačnica gdje kovači od željeza izrađuju mačeve i štitove za vaše vojnike.

 Javne građevine su one koje mogu koristi građani svih klasa kako bi udovoljili svim svojim potrebama i one su neophodne za povećanje statusa vaših građana i grada, a to su:
- Oltar je osnovna religijska građevina u kojoj građani prinose žrtve bogovima. Tu i gradska uprava može donirati zlato, kako bi bogovi udovoljavali potrebama građana. Tu možete od bogova zatražiti da zaustave vrijeme, npr. da u vašem gradu uvijek bude dan.  Sve kuće koje su unutar utjecaja oltara (predstavljen zelenim krugom od lišća) iz magalia postaju case.
- Hram je veća religijska građevina s istim funkcijama oltara, samo u širem obimu, a kuće unutar njegovog utjecaja iz casa postaju domusi. Da biste u vašem gradu izgradili hram morate imati barem 30 građana.
- Taverna je građevina u kojoj vašim građanima poslužujete hranu, kako je oni ne bi morali nositi svojim kućama. Tu se služe kobasice, kruh, riba i vino. Također možete uključiti opciju trač koja vas obavještava što je vašim građanima potrebno. Taverna nije obavezna, sve dok kuće u vašem gradu ne postanu domusi jer građani vino ne mogu nositi kući, za razliku od ostale hrane.
- Tržnica je građevina u kojoj građani kupuju sve što im je potrebno: kobasice, kruh, ribu i odjeću, sve osim vina, koje im mora biti posluženo u taverni.
- Kazalište je kulturni centar vašeg grada, Tu glumci izvode različite predstave, sve kako bi zabavili vaše građane najveće klase. Da bi izgradili kazalište morate imati barem jednu kuću na nivou domus. Kuće u krugu kazališta postaju od domusa ville,ali samo ako se njegov krug djelovanja presijeca s krugom djelovanja javno kupališta.
- Javno kupalište je građevina u kojoj se vaši građani najviše klase opuštaju i kupaju. Javno kupalište mora biti izgrađeno u blizini vodotoka ili akvedukta.  Također, kuće u krugu javnog kupališta postaju od domusa ville,ali samo ako se njegov krug djelovanja presijeca s krugom djelovanja kazališta.

Arhitektonski spomenici su građevne koje svojom ljepotom, luksuzom i sjajem odražavaju svu moć i slavu vašega grada, ali i imaju pozitivne učinke na njega, a to su:
- Zlatna statua koja povećava nivo svih kuća u svome okruženju za jedan. Ona se može izgraditi svaki put kada se poveća status vašeg grada. To je statua krilate Viktorije, božice pobjede.
- Slavoluk koji se može izgraditi svaki put kada se populacija vašeg grada poveća za 50. Slavoluk uljepšava sve građevine oko sebe. Slavoluk je jedna od najpoznatijih građevina Rimskog Carstva, koja je građena svaki put kada bi vladar postigao veliku vojnu pobjedu, obično s vladarevom statuom na vrhui prigodnim natpisima.
- Neptunova fontana je fontana posvećena bogu Neptunu s njegovom zlatnom statuom u sredini. Da bi se izgradila Neptunova fontana u gradu mora biti barem jedna Zlatna statua. Neptunova fontana je blagoslovljeni izvor vod, tako da s oko nje mogu graditi izvori ili ciglane, kao da se tu nalazi vodotok ili akvedukt.
- Filozofska akademija je građevina u kojoj najmudriji građani raspravljaju o životu, njegovoj svrsi moćnim bogovima. Da bi se izgradila Filozofska akademija u gradu mora biti barem jedan domus. Filozofska akademija vam omogućuje da u vašim tržnicama i tavernama građanima naplaćujete robu, te tako zarađujete zlato.
- Hram Bakhu je veličansveni hram posvećen bogu vina, hrane i užitka Bakhu. Da bi se izgradio ovaj hram, u gradu moraju biti barem 3 vinograda. Ovaj hram ima ulogu kao i svaki drugi, ali on i zadovoljava potrebe za vinom svim građanima koji se u njemu mole. To je kružni hram zlatnog krova, s veličanstvenom zlatnom Bakhovom statuom unutra.

### Gradska vojska
Kao ni u mnogim drugim strateškim igrama koje se baziraju na izgradnji grada (en. City-building games), tako ni u ovoj aw igri ne posvećuje velika pozornost vojsci. Vojsku se uvježbava vojarnama ("barracks"), za što je potrebna odjeća, metalno i drveno oružje. Jedne barake mogu uvježbati po 10 mačevalaca i strijelaca te jednog kapetana. Vojska ili brani grad od barbara ili napada barbarska sela. Napad se može izvesti na dva načina, ili da se selo u potpunosti uništi ili da se iz njega dovede roblje (10 robova po jednom napadu). Barbarsko selo nakon porobljavanja neće biti uništeno, ali će postati neprijateljsko.
Za obranu grada služi i obrambeni toranj, koji daje 5 vojnika uvježbanih za blisku borbu i za streljaštvo. Kada je sva gradska obrana grada slomljena, izaći će prefekti iz prefekture boriti se. Ako ih napadači ubiju, barbari će početi ubijati civile, paliti građevine i naposljetku zapaliti gradsku vijećnicu i grad će time pasti.

## Vanjske poveznice
- Službena stranica (engl.) (njem.) (fr.)